# الخور (السودان)
الخور، محلية تقع جنوب الجزيرة بين مدينة ود مدني  مدينة  الحاج عبد الله . وتبعد مسافة 2 كليو متر عن طريق مدني سنار على الناحية الشمالية للطريق. يعمل سكانها بالتجارة والزراعة وبعض الوظائف في القطاع الحكومي والخاص. توجد غابة سنط على امتداد طول القرية.  
تتوزع قرية الخور إلى عدة أحياء منها حي المدرسة وحي الهبلة وحي الجلالية وحي ود الريد وحي أولاد رجب وحي اللواء وحي أولاد العوض وحي أولاد العبيد وحي العامراب. 

## الخدمات
يوجد بها 3 رياض أطفال ومدرسة أساسية للبنين والبنات ومدرسة ثانوية للبنين والبنات، و3 مساجد و3 آبار شرب جوفية ومركز صحي ومركز شباب. 
https://ar.wikipedia.org/w/index.php?title=%D8%A7%D9%84%D8%AE%D9%88%D8%B1_(%D8%A7%D9%84%D8%B3%D9%88%D8%AF%D8%A7%D9%86)&action=edit